# 黃柄
黄柄（越南语：／；1857年—1900年），本名黃有楫（越南语：／）和黃有柄，越南阮朝官員。

## 生平
黃柄是廣治省肇豐府順昌縣碧羅總碧溪社（今屬廣治省肇豐縣肇隆社碧溪村）人，嗣德十年（1857年）出生，協辦大學士黄有秤之子，黃有秉之侄，黃有檢、副榜黃有梡之兄。嗣德三十二年（1879年），在己卯科鄉試中考中舉人。後以訓導領肇豐教授。成泰元年（1889年），黃柄考中庭試第二甲進士出身，是為該科第一名庭元。成泰三年（1891年），任綏安知府，但任職一年，便因反對法國殖民者而被罷職。改回國史館修書所任職，後升侍讀學士。成泰九年（1897年），擔任河南場鄉試監考，次年（1898年）申請致事，返回家鄉，收徒授課。成泰十二年（1900年），他被起復，擔任平定場鄉試監考，隨後又被任命為國史館纂修，並升授鴻臚寺卿，賞賜一面金磬。不久後，黃柄去世，壽四十四歲。